# Königlicher Belgischer Fußballverband
Der Königliche Belgische Fußballverband (KBFV) (niederländisch Koninklijke Belgische Voetbalbond (KBVB), französisch Union Royale Belge des Sociétés de Football-Association (URBSFA)) ist der belgische Fußballverband. Er hat seinen Sitz in Tubize (Provinz Wallonisch-Brabant). Als Nationalstadion dient das König-Baudouin-Stadion, das sich in Brüssel befindet.

## Aufgaben
Der KBFV ist zuständig für die Organisation des Fußballs und des Futsals in Belgien und ist somit unter anderem für die belgische Fußballnationalmannschaft verantwortlich. Er hat über 450.000 Mitglieder und umfasst 1860 Vereine. Er ist zudem Ausrichter der höchsten Ligen Division 1A, Division 1B und BeNe League (gemeinsame belgisch-niederländische Frauenliga) sowie des Belgischen Pokals und des Supercups. Mit der konkreten Organisation der Division 1A, der Division 1B, des Supercups und des Pokals ab dem Sechzehntel finale (der ersten Runde, an dem auch die Vereine der Division 1A teilnehmen) wurde Pro League durch den KBFV beauftragt.

## Geschichte
Am 1. September 1895 gründeten zehn Vereine auf Initiative von Louis De Schrijver den Verband der Belgischen Athletischen Sportgesellschaften. 1904 trat der Verband der FIFA bei. 1948 wurde das medizinisch-sportliche Institut und die Heysel-Trainerschule gegründet. 1954 wurde der KBFV eines der Gründungsmitglieder der UEFA. Am 4. Juni 1989 wurde ein neues Verbandsgebäude in der Nähe des Heysel-Stadions eröffnet. 1992 erhielt der Verband für seine humanitäre Aktion Acción Diablos rojos Casa Hogar den Fair-Play-Preis der FIFA.
Seit dem 8. November 2019 verwendet der KBFV in der Außendarstellung, so auch beim Namen der Webseite oder im Logo, nur noch den englischen Namen Royal Belgian Football Association (RBFA).
Der Grundstein für das neue Verbandszentrum in Tubize wurde am 4. September 2020 gelegt. Bis Mitte Mai 2021 wurde dort der Trainingsbereich für die Nationalmannschaften rechtzeitig für die aufgrund der COVID-19-Pandemie erst 2021 stattfindende Europameisterschaft 2020 fertiggestellt, das Proximus Basecamp. Seit Beginn der Saison 2021/22 haben dort auch die Videoschiedsrichter (VAR) feste Arbeitsplätze, statt wie bisher in einem Kleinbus vor dem jeweiligen Stadion. Per 15. Oktober 2021 zogen die zentralen Verwaltungen der RBFA von Brüssel nach Tubize um und der Verbandssitz wurde offiziell verlegt.

## Vorsitzende
- 1895–1924: Edouard de Laveleye
- 1924–1929: Joseph d’Oultremont
- 1929–1937: Rodolphe-William Seeldrayers
- 1937–1943: Oscar van Kesbeeck
- 1945–1951: Francis Dessain
- 1951–1967: Georges Hermesse
- 1967–1987: Louis Wouters
- 1987–2001: Michel D’Hooghe
- 2001–2005: Jan Peeters
- 2006–2017: François De Keersmaecker
- 2017–2019: Gérard Linard
- 2019–2021: Mehdi Bayat
- 2021–2022: Robert Huygens[7]
- 2022–2023: Paul Van den Bulck[8]
- 2023–: Pascale Van Damme[9]

## UEFA-Fünfjahreswertung
Platzierung in der UEFA-Fünfjahreswertung:
(in Klammern die Vorjahresplatzierung). Die Kürzel CL, EL und CO hinter den Länderkoeffizienten geben die Anzahl der Vertreter in der Saison 2025/26 der Champions League, der Europa League sowie der Conference League an.
- 06.  (06)  Niederlande (Liga, Pokal) – Koeffizient: 61.300 – CL: 3, EL: 2, CO: 1
- 07.  (07)  Portugal (Liga, Pokal) – Koeffizient: 56.316 – CL: 2, EL: 2, CO: 1
- 08.  (08)  Belgien (Liga, Pokal) – Koeffizient: 48.800 – CL: 2, EL: 2, CO: 1
- 09.  (12)  Türkei (Liga, Pokal) – Koeffizient: 38.600 – CL: 2, EL: 2, CO: 1
- 10.  (15)  Tschechien (Liga, Pokal) – Koeffizient: 36.050 – CL: 2, EL: 1, CO: 2

Stand: Ende der Europapokalsaison 2023/24